# Petäjäjärvi (sjö i Norra Karelen)
Petäjäjärvi är en sjö i Finland. Den ligger i kommunen Kides i landskapet Norra Karelen, i den sydöstra delen av landet, 300 km nordost om huvudstaden Helsingfors. Petäjäjärvi ligger 102 meter över havet. I omgivningarna runt Petäjäjärvi växer i huvudsak blandskog. Den är 4,7 meter djup. Arean är 8 hektar och strandlinjen är 1,43 kilometer lång. Sjön  ingår i Vuoksens huvudavrinningsområde. 